# Sara Moreira
Pour les articles homonymes, voir Moreira.
Sara Moreira (née le 17 octobre 1985 à Santo Tirso) est une athlète portugaise spécialiste des courses de fond.

## Carrière
Médaillée d'argent du 3 000 m lors des Championnats d'Europe en salle de Turin en début de saison 2009, Sara Moreira remporte deux médailles d'or aux Universiades d'été de Belgrade, sur 3 000 m steeple et sur 5 000 m.
Sara Moreira est suspendue six mois par la Fédération internationale d'athlétisme du 8 septembre 2011 au 7 mars 2012 après un contrôle antidopage positif à un stimulant effectué lors des Championnats du monde 2011.
Le 2 novembre 2014, pour sa première participation à un marathon, elle termine 3e du marathon de New York conclu en 2 h 26 min 00 s, derrière les deux Kényanes Mary Keitany vainqueur en 2 h 25 min 07 s et Jemima Sumgong deuxième en 2 h 25 min 10 s.
Le 10 juillet 2016, Moreira remporte le titre continental du semi-marathon à l'occasion des Championnats d'Europe d'Amsterdam mais également par équipes.

## Palmarès

### Piste
| Date | Compétition                       | Lieu           | Résultat | Épreuve       |
| ---- | --------------------------------- | -------------- | -------- | ------------- |
| 2007 | Championnats d'Europe espoirs     | Debrecen       | 3e       | 3 000 m st.   |
| 2007 | Universiade                       | Bangkok        | 4e       | 3 000 m st.   |
| 2007 | Championnats du monde             | Osaka          | 13e      | 3 000 m st.   |
| 2009 | Championnats d'Europe en salle    | Turin          | 2e       | 3 000 m       |
| 2009 | Championnats du monde de cross    | Amman          | 3e       | Par équipes   |
| 2009 | Championnats d'Europe par équipes | Leiria         | 7e       | 1 500 m       |
| 2009 | Championnats d'Europe par équipes | Leiria         | 4e       | 3 000 m st.   |
| 2009 | Universiade                       | Belgrade       | 1re      | 3 000 m st.   |
| 2009 | Universiade                       | Belgrade       | 1re      | 5 000 m       |
| 2009 | Championnats du monde             | Berlin         | 10e      | 5 000 m       |
| 2009 | Great Manchester Run              | Manchester     | 2e       | 10 km         |
| 2010 | Championnats du monde en salle    | Doha           | 5e       | 3 000 m       |
| 2010 | Championnats d'Europe             | Barcelone      | 2e       | 5 000 m       |
| 2011 | Championnats d'Europe en salle    | Paris          | 7e       | 1 500 m       |
| 2011 | Championnats d'Europe par équipes | Stockholm      | 2e       | 3 000 m st.   |
| 2011 | Universiade                       | Shenzhen       | 2e       | 5 000 m       |
| 2012 | Championnats d'Europe             | Helsinki       | 2e       | 5 000 m       |
| 2012 | Jeux olympiques                   | Londres        | 14e      | 10 000 m      |
| 2013 | Championnats d'Europe en salle    | Göteborg       | 1re      | 3 000 m       |
| 2014 | Championnats d'Europe             | Zürich         | 6e       | 5 000 m       |
| 2014 | Marathon de New York              | New York       | 3e       | Marathon      |
| 2015 | Championnats d'Europe par équipes | Heraklion      | 1re      | 3 000 m       |
| 2015 | Championnats du monde             | Pékin          | 12e      | 10 000 m      |
| 2016 | Championnats ibéro-américains     | Rio de Janeiro | 1re      | 5 000 m       |
| 2016 | Championnats d'Europe             | Amsterdam      | 1re      | Semi-marathon |
| 2016 | Championnats d'Europe             | Amsterdam      | 1re      | Semi-marathon |
| 2016 | Jeux olympiques                   | Rio de Janeiro | DNF      | Marathon      |
| 2018 | Championnats d'Europe             | Berlin         | DNF      | 10 000 m      |

### Cross-country
- Championnats du monde de cross-country :
  - Individuel : 50e en 2008, 16e en 2009, 27e en 2010
  - Par équipes : 3e en 2009
- Championnats d'Europe de cross-country :
  - Individuel : 10e en 2009, 9e en 2010
  - Par équipes : 1re en 2009, 1re en 2010

### Records
Ses meilleures performances sont :
- 1 500 m : 	4:12.94 Leiria 	21/06/2009
- 3 000 m : 	9:19.11 Lisbonne 	12/05/2007
- 5 000 m : 	14:58.11 Oslo (Bislett) 	03/07/2009
- 3 000 m steeple : 9:28.64 Berlin 	15/08/2009